# إيما ياكوبسون
إيما ياكوبسون (بالسويدية: Emma Jacobsson؛ بالألمانية: Emma Jacobsson) هي رائدة أعمال سويدية ونمساوية، ولدت في 13 يونيو 1883 في فيينا في النمسا، وتوفيت في 20 فبراير 1977 في غوتنبرغ في السويد.